# Heart Evangelista
Heart Evangelista (Makati, 14 februari 1985) is een Filipijns actrice, televisiepresentator, zangeres, model en vj. 

## Biografie
Evangelista werd in 2001 ontdekt door Star Magic, een talentenprogramma van ABS-CBN en was voor dit televisienetwerk tot 2008 actief als actrice, presentator en vj. Naast haar televisiecarrière speelde ze van 2001 tot 2004 ook in enkele films van Star Cinema, het filmproduktiebedrijf van ABS-CBN. In 2008 brak ze met ABS-CBN en tekende ze bij concurrent GMA Network. Bij GMA acteerde ze in 2008 en 2009 in diverse soaps. Ook presenteerde ze er enkele shows. Daarnaast acteerde ze vanaf 2008 ook weer in enkele films. Zo speelde ze in 2008 de hoofdrol in 'Ay Ayeng', een film over de Ifugao van Mountain Province. De rol leverde haar haar eerste FAMAS Award voor beste actrice op.
Evangelista is sinds 2015 getrouwd met politicus Francis Escudero.